# Bouconville-sur-Madt
Bouconville-sur-Madt é uma comuna francesa na região administrativa de Grande Leste, no departamento de Meuse. Estende-se por uma área de 6,98 km². Em 2010 a comuna tinha 114 habitantes (densidade: 16,3 hab./km²).